# دیوید بابین
دیوید بابین، روزنامه‌نگار ورزشی انگلیسی، به‌خاطر فعالیت‌هایش در حوزه تلویزیون شناخته شده‌ است. او در حال حاضر با شبکهٔ  . همکاری دارد و در بخش پخش برنامه‌های ورزشی فعالیت می‌کند. اسکای اسپورت در حال فعالیت است. پسر دیوید بابین جیمز بابین است که یک تهیه کننده، کارگردان و نویسنده انگلیسی است.